# Beaurepaire (Vendée)
Beaurepaire ist eine französische Gemeinde mit 2406 Einwohnern (Stand: 1. Januar 2022) im Département Vendée in der Region Pays de la Loire; sie gehört zum Arrondissement La Roche-sur-Yon und zum Kanton Mortagne-sur-Sèvre (bis 2015: Kanton Les Herbiers). Die Einwohner werden Beaurepairien(ne)s genannt.

## Nachbargemeinden
Beaurepaire liegt etwa 45 Kilometer südöstlich von Nantes. Im Süden begrenzt die Maine die Gemeinde. Umgeben wird Beaurepaire von den Nachbargemeinden Les Landes-Genusson im Norden und Nordwesten, La Gaubretière im Nordosten, Les Herbiers im Osten und Süden, Saint-Fulgent im Südwesten sowie Bazoges-en-Paillers im Westen.
Durch die Gemeinde führt die Autoroute A87.

## Bevölkerungsentwicklung
| Jahr      | 1962 | 1968 | 1975 | 1982 | 1990 | 1999 | 2006 | 2012 |
| Einwohner | 1300 | 1262 | 1201 | 1240 | 1368 | 1551 | 1927 | 2248 |

## Sehenswürdigkeiten
- Kirche Saint-Laurent aus dem 15. Jahrhundert
- Mühlen von Les Ardilliers aus dem 19. Jahrhundert

## Persönlichkeiten
- Marie-Rose Tessier (* 1910), Supercentenarian, sie ist seit dem 17. Januar 2023 die älteste in Frankreich lebende Person